# Мост через Марну в Кретее
«Мост через Марну в Кретее» (фр. Le Pont sur la Marne à Créteil, другие название «Берега Марны») — картина французского художника Поля Сезанна из собрания Государственного музея изобразительных искусств имени А. С. Пушкина.
На картине изображена река с перекинутым через неё двухпролётным стальным мостом. Берега реки заросли деревьями, на противоположном берегу стоит огороженный большой дом с красной крышей. Картина написана масляными красками на холсте и имеет размеры 71 × 90 см.
Первоначально картина фигурировала под названием «Мост в Пюто» и считалось что она была написана в 1888 году — такую дату называл сын художника. Однако стилистически она гораздо ближе к работам Сезанна первой половины 1890-х годов. М. А. Бессонова считает что над этим пейзажем художник работал в 1894 году — в это время Сезанн в основном находился в Париже и в поисках подходящих сюжетов часто ездил в близлежащие городки. Как изображение местности в Кретее первым идентифицировал картину Л. Вентури в 1936 году. Д. Ревалд, в 1930-е годы в целях точной топографической привязки пейзажей Сезанна совершивший поездку по местам работы художника, подтвердил выводы Вентури. Изображённый на картине мост в Кретей был построен в 1872—1874 годах и разобран в 1964 году, на его месте был построен новый мост.
В ноябре—декабре 1895 года картина впервые была показана публике на большой персональной выставке Сезанна в галерее А. Воллара, где фигурировала под названием «Берега Марны» с указанием что была написана в 1888 году. Камиль Писсарро в письме своему сыну Жоржу от 12 ноября 1895 года характеризовал выставку как «совершенно потрясающую»: «…там есть натюрморты, пейзажи большого размаха. <…> Эффект необыкновенный», а через три дня он дополнил свои впечатления: «Любители ошеломлены, они ничего не понимают в картинах Сезанна, а это художник первого ранга, потрясающе тонкий, правдивый и классичный».
По окончании выставки картина оставалась в галерее Воллара, где 6 января 1900 года была выменена О. Пеллерином на неустановленную пастель Дега, пейзаж Сезанна «Заброшенный дом» (Метрополитен-музей) и его же акварель «Курильщик» (Собрание эмира Катара). 8 сентября 1911 года О. Пеллерин сдал картину в галерею «Бернхейм-Жён», где в обмен получил картину Сезанна «Мельница» (Художественный музей Филадельфии). В тот же день Воллар выкупил картину у Бернхейма и вновь выставил в своей галерее.

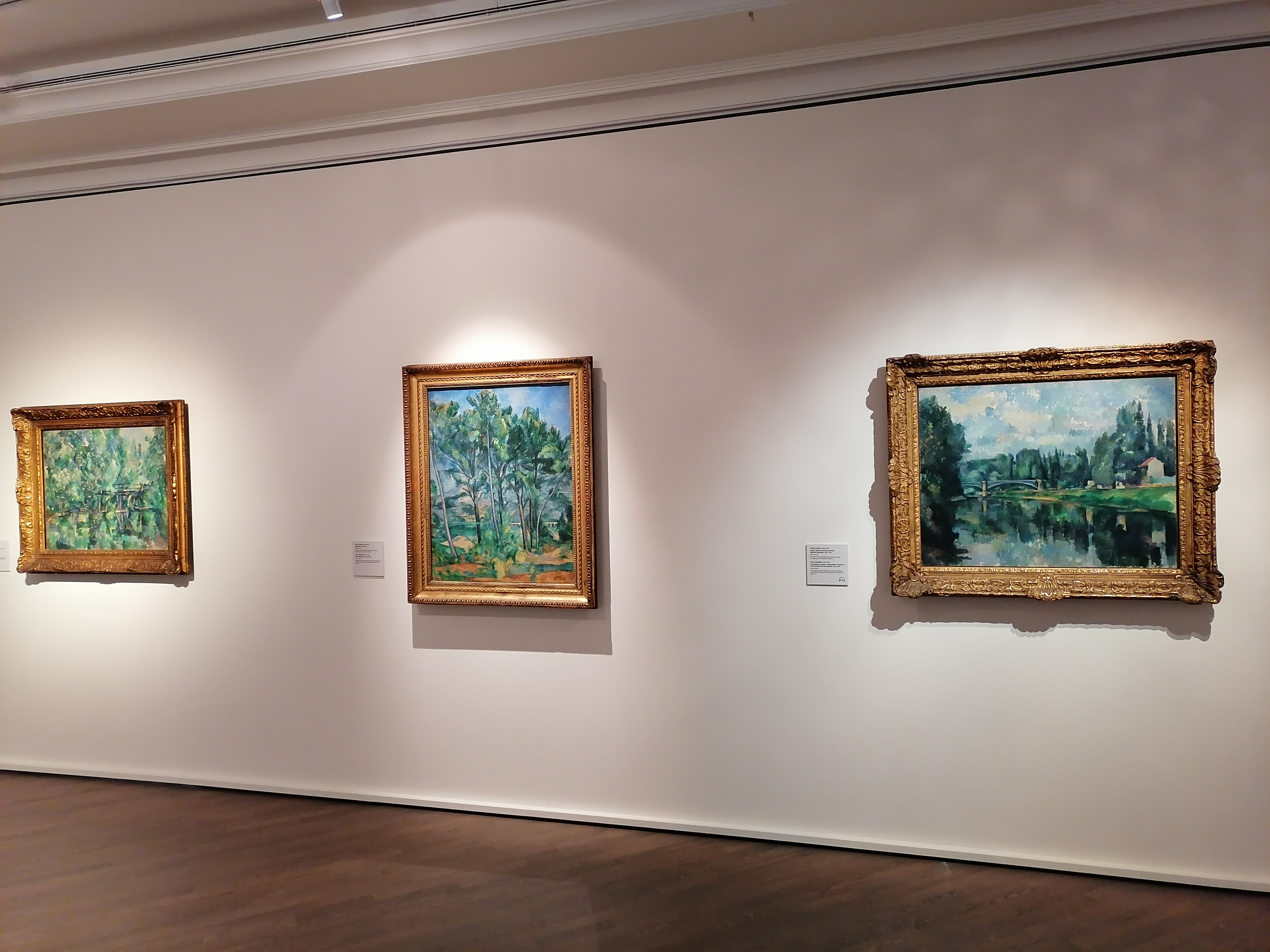
Картина в одном из залов Галереи искусства стран Европы и Америки XIX—XX веков Пушкинского музея

В 1912 году картина за 30000 франков была приобретена московским купцом и коллекционером И. А. Морозовым. После Октябрьской революции его собрание было национализировано, и эта картина среди прочих оказалась в Государственном музее нового западного искусства, а после расформирования музея в 1948 году была передана в Государственный музей изобразительных искусств имени А. С. Пушкина. Картина выставляется в бывшем флигеле усадьбы Голицыных на Волхонке, в Галерее искусства стран Европы и Америки XIX—XX веков, зал 17 (зал Гогена).
М. А. Бессонова в своём анализе картины отмечала:

Композиция строится одновременно и вглубь, и по вертикали, что в сочетании с непривычно высветленным передним планом придаёт пейзажу динамизм и энергию, не разрушая при этом цельности поверхности картины. Этот пейзаж как бы воплощает новые принципы живописного построения, открытого Сезанном: роль параллельных и перпендикулярных горизонту линий; функции глубины и поверхности; приёмы, позволяющие передать ощущение света и воздуха в картине. <…> Небо и вода у нижнего края написаны стремительными и завихряющимися мазками голубой краски, вносящими в трактовку поверхности лёгкую фактурную игру.

Её дополняет старший научный сотрудник отдела искусства стран Европы и Америки XIX–XX веков Пушкинского музея А. В. Петухов:

Пространство картины, создающее впечатление глубины, трёхмерности, основывается на тщательно выстроенной системе «кулис», вертикальных, горизонтальных и диагональных линий. Динамизм уверенно прочерченной линии берега уравновешен «фиксирующими» края полотна деревьями и их отражениями, чётким ритмом пролётов моста. Вторит этому замыслу и цветовое решение картины: небо перекликается со своим отражением в воде, создавая яркие акценты светлого, а доминируют в колорите <…> мельчайшие оттенки зелёного — от яркой зелени берега до тёмных «кулис».